# یسونتوآ
یسونتوآ (انگلیسی: Yesünto'a؛ سومین پسر موتوخان و نوه جغتای، بنیانگذار خانات جغتای بود. عموهای او یسو مونگکه و بایدارخان بودند. برادرزاده‌اش الغو پسر بایدارخان و برادرش یسو مونگکه، هر دو از خان (عنوان) خانات چغتای بودند.
او برادر قره هولگو، خان (۱۲۴۲–۱۲۴۶، ۱۲۵۲) و پدر غیاث‌الدین براق، خان (۱۲۶۶–۱۲۷۱) از خانات چغتای بود.
برادران او:
1. بایجو
2. بوری خان (مرگ ۱۲۵۲) — فرمانده تهاجم مغول‌ها به اروپا
3. قره هولگو خان خانات جغتای (۱۲۴۲–۱۲۴۶، ۱۲۵۲)